# CH-21 馱馬/肖尼運輸直升機
H-21 馱馬/肖尼運輸直升機(英語：H-21 Workhorse/Shawnee)是一架由皮亞塞基研製的雙旋翼縱列式結構旋翼直升機，為其系列中的第四款。綽號是“會飛的香蕉(英語：the flying banana)”。
H-21 最初是作為北極救援直升機，因此具有抗寒特性，它能在低至-65°F(-54°C)的溫度下運行，並且可以在嚴寒天氣環境中進行常規維護。其命名保持美軍以美洲原住民命名的傳統，源於肖尼族。

## 發展
1949 年，Piasecki向美國空軍提出了YH-21 Workhorse，它是HRP-1的改進型全金屬衍生物。H-21 使用兩個串聯、完全鉸接的三葉反向旋轉轉子。
在1952年4月11日YH-21首飛後，美國空軍訂購了32架H-21A SAR型號和163架更強大的H-21B突擊運輸型。憑藉其優秀的抗寒能力，H-21A和H-21B被美國空軍和加拿大皇家空軍將其部署在北部，以服務阿拉斯加橫跨北極地區到格陵蘭和冰島。
1952 年，美國海軍陸戰隊第一直升機中隊(英語：HMX-1)對H-21A進行了空中突擊評估。1957年，海軍陸戰隊租了一架H-21B用於評估其運輸能力。1962年，H-21在美國陸軍服役中並更名為CH-21。
CH-21優秀的運輸能力使其深受重用，但在越戰時發現，其優秀的抗寒能力反而成為其累贅，速度更慢且載重更差，因此在1964年被UH-1取代，並於1965年CH-47入駐後完全撤離越南。

## 型號
- XH-21

美國空軍的實驗機。
- YH-21 Work Horse 馱馬

美國空軍搜救(英語：Safe And Rescue)版本，共18 架
- H-21A Work Horse 馱馬(Model 42)

YH-21的升級版，1962年編號為CH-21A，共美國空軍32架和加拿大皇家空軍6架
- H-21B Work Horse 馱馬 (Model 42)

H-21A的大馬力升級版，並有可容納20名士兵的座位、自動駕駛儀、有限的裝甲保護和外部油箱，於1962編號為CH-21B，美軍163架，日本自衛隊10架；法國海軍10架。
- SH-21B Work Horse 馱馬

H-21B的救援版本，1962年編號HH-21B。
- H-21C Shawnee 肖尼 (Model 43)

美國陸軍版的H-21B，在 1962年編號CH-21C，美軍334架，西德軍隊32架，法國空軍和法國陸軍航空兵98架。
- XH-21D Shawnee 肖尼 (Model 71).

兩架更換引擎的H-21C，未投入量產。
- CH-21A

H-21A重新編號於1962年。
- CH-21B

H-21B重新編號於1962年。
- CH-21C

H-21C重新編號於1962年。
- HH-21B

SH-21B重新編號於1962年。
- Model 42A

將8架加拿大空軍的H-21改為民用的型號。
- Model 44A

H-21的商用版本。瑞典軍用(編號是:Hkp1)共11架(瑞典海軍9架，瑞典空軍2架。還有兩架日本自衛隊用於測試。
- Model 44B

H-21B的商用15人/貨機版本。
- Model 44C

H-21B的商用8人行政專機版本。
- CH-127

Vertol Canada生產的Model 44版本
- Piasecki HkP1

瑞典海軍的Piasecki 44型

## 服役國家
| - 美国 - 加拿大 - 瑞典 - 日本 - 刚果民主共和国 - 法國 - 西德 |